# Arbanasi, Veliko Trnovo
Arbanasi (bolgarsko Арбанаси) so vas v občini Veliko Trnovo, oblast Veliko Trnovo v osrednji severni Bolgariji, ki leži na visoki planoti med večjima mestoma Veliko Trnovo (4 kilometre stran) in Gorna Orjahovica. Znana je po bogati zgodovini in velikem številu zgodovinskih spomenikov, kot so cerkve iz 17. in 18. stoletja ter primeri bolgarske arhitekture narodnega preporoda, ki so jo spremenili v priljubljeno turistično destinacijo.
Ime vasi v arhaični bolgarščini pomeni »Albanci«. V osmanski dobi se je kot ime za vas uporabljal tudi turški izraz Arnavud, ki prav tako pomeni »Albanec«. Kraj ima 367 prebivalcev (stanje 2024), župan pa je Daniel Panov.

## Zgodovina

### Zgodnja zgodovina
Pomanjkanje drugega dokumentarnega gradiva pušča različna mnenja in ugibanja o nastanku, imenu in prebivalstvu naselja. Nekateri učenjaki priznavajo, da je bila vas naseljena z bolgarskimi bojarji, ki so prišli iz najbolj zahodnih delov Drugega bolgarskega cesarstva po pomembni zmagi Ivana Asena II. Bolgarskega nad Bizantinci pri Klokotnici 9. marca 1230, ko je car osvojil »deželo Albancev« (зємѧ арбанаскѫѫ). To domnevo podpirajo zapiski Georgija Rakovskega in drugih učenjakov iz 19. stoletja, vendar brez neposrednih dokazov ali sodobnih virov.
Najzgodnejši pisni dokument, ki označuje začetek arbanaške zgodovine, je kraljevi dekret osmanskega sultana Sulejmana Veličastnega iz leta 1538, po katerem je sultan svojemu tastu velikemu vezirju Rustem paši ponudil zemljišča današnjih krajev Arbanasi, Ljaskovec, Gorna Orjahovica in Dolna Orjahovica kot darilo. Štiri vasi so v dokumentu združene pod imenom Arnaud Kariyeleri ('albanske vasi'), prvi naseljenci pa so bili morda Albanci in Grki iz Epira; čeprav je bilo v osmanskih davčnih knjigah mogoče najti albanska imena, so že prevladovala pravoslavna in slovanska imena.
Davčni registri iz let 1541–1544 opisujejo Arnavud köy (tudi Darı ova) kot vas s 63 gospodinjstvi in 72 neporočenimi moškimi. V letih 1579–1580 je štelo že 271 gospodinjstev in 277 neporočenih moških oziroma štirikratno povečanje za štirideset let, kar kaže na dotok naseljencev. Vas je ohranila čisto krščanski značaj in v 17. stoletju uspevala.
Drugi viri, ki omenjajo Arbanase, so zapiski Pavla Đorđića z dne 10. januarja 1595, naslovljeni na transilvanskega kneza Sigismunda Báthorija. Vas omenja tudi rimskokatoliški sofijski škof Petar Bogdan Bakšev, ki je Trnovo obiskal leta 1640. Opomnil je, da je bila v gorah neka vas, od koder se je videlo vse Trnovo, ki je imela okoli 1000 hiš. Drugi rimskokatoliški škof, Anton Stefanov, omenja Arbanase leta 1685. Po njegovem poročilu so arbanaški trgovci trgovali v Italiji, Ogrski, Poljski in zlasti v Ruskem carstvu.

### Razcvet in zaton
Iz 17. in 18. stoletja je ohranjeno precej bogatejše dokumentarno gradivo, kot so korespondenca in zapiski kronistov o verskih knjigah, ki pričajo, da so Arbanasi svoj gospodarski razcvet dosegli med drugo polovico 17. in koncem 18. stoletja. Naselbina je imela takrat več kot 1000 hiš, njeno prebivalstvo pa so večinoma sestavljale ugledne trgovske družine, ki so trgovale v Transilvaniji (večinoma Sibiu in Braşov), Podonavskih kneževinah, Rusiji in Poljski. Razvita je bila obrt, pomembno vlogo pa so imeli bakrarstvo in zlatarstvo, vinogradništvo in svilarstvo. Domovi bogatih trgovcev in pet cerkva, zgrajenih v letih napredka, pričajo o gospodarskem vzponu in blaginji.
V 18. stoletju so Arbanase redno podarjali fanariotski vladarji Vlaške in v vasi so se začasno naselili številni izgnani vlaški plemiči, npr. Nicolae Brâncoveanu, Ioan (Ianache) Văcărescu itd. Leta 1790 je bilo v Arbanasih 17 vlaških plemičev s svojimi družinami. Nekatere hiše v Arbanasih še danes nosijo imena nekdanjih vlaških lastnikov (Brâncoveanu, Cantacuzino, Filipescu).
Zaradi dobro organiziranih razbojniških vpadov v letih 1792, 1798 in 1810 je bila naselbina izropana in požgana. Epidemiji kuge in kolere sta dodatno okrnili blaginjo mesta. Najbogatejši trgovci so zbežali v Vlaško in Rusijo. Nova naselitev Bolgarov se je začela po letu 1810, ko so ljudje prišli iz elenskega in tetevenskega dela Stare planine, vendar Arbanasi nikoli več niso mogli doseči svojega nekdanjega razcveta. Osmanski kraljevi dekret iz leta 1839 je mestu odvzel nekdanje privilegije in razvoj rokodelstva se je po krimski vojni skoraj ustavil.
Arbanasi so stoletja doživljali močan grški kulturni vpliv. Tam je bila grška šola in bogoslužje je bilo v grščini (takrat so bolgarsko pravoslavno cerkev prepovedale osmanske oblasti in bolgarsko pravoslavno prebivalstvo je uradno morala služiti grška pravoslavna cerkev). To pa ni odražalo narodne samozavesti lokalnega prebivalstva, saj so Arbanasi sodelovali v organiziranem oboroženem boju Bolgarov, ki je na koncu privedel do osvoboditve Bolgarije izpod osmanske oblasti kot posledice rusko-turške vojne (1877–1878).

## Znamenitosti
- Arbanaški samostan Vnebovzetja Matere božje (17.-18. st.)
- Samostan svetega Nikolaja (17.–18. stoletje)
- Cerkev Kristusovega rojstva (ok. 15.–17. stol.)
- Cerkev svetih nadangelov Mihaela in Gabrijela (16.-18. stoletje)
- Cerkev svetega Atanazija (17. stoletje)
- Cerkev svetega Jurija (17. stoletje)
- Cerkev svetega Dimitrija (17.–18. stoletje)
- Konstancalijatova hiša (18. stoletje)
- Hadži Ilijina hiša
- Druge trgovske hiše iz 18. stoletja
- Palača Arbanasi - nekdanji počitniški dom bolgarskega generalnega sekretarja komunistične partije in vodje države Todorja Živkova (zdaj hotel in bar)

## Čast
Arbanasi Nunatak na otoku Livingston v južnih Shetlandskih otokih na Antarktiki je poimenovan po Arbanasih.

## Galerija
- Zunanjost cerkve Kristusovega rojstva
- Ikonostas cerkve Kristusovega rojstva
- Jesejevo drevo (z grškimi filozofi na dnu), cerkev Kristusovega rojstva
- Cerkev svetega Dimitrija
- Stara hiša
- Samostan svetega Nikolaja
- Notranjost cerkve svetih nadangelov Mihaela in Gabrijela